# 星の民のクリスマス
『星の民のクリスマス』（ほしのたみのクリスマス）は、日本の小説家古谷田奈月によるファンタジー小説である。
2013年、第25回日本ファンタジーノベル大賞を受賞する（応募時のタイトルは「今年の贈り物」）。同年、『星の民のクリスマス』に改題し、刊行される。著者のデビュー作である。単行本の装幀は、新潮社装幀室による。単行本の装画は、米増由香による。

## あらすじ
歴史小説作家である父とその娘は、2人で住んでいる。娘は4歳のときに、自分でも読めるやさしい物語を書いてほしい、と手紙に書いてサンタクロースにお願いした。それを受けて父は、クリスマスをテーマに、サンタクロースやトナカイが登場する物語を執筆して、クリスマスに娘へプレゼントする。娘は、その物語を愛読した。それから6年後のクリスマス・イヴの晩に、娘は、星を見に行くといって家出をし、父が創造した物語の世界に迷い込む。父もまた、娘の後を追って同じ世界に入り込む。

## 主な登場人物
父
歴史小説作家。
娘
母を2歳のときに亡くす。

## 書評
ファンタジー評論家の小谷真理は、「配達という問題を軸に、メッセージやコミュニケーションをめぐる思索が華麗にくりひろげられるファンタジー」「可愛（かわい）らしさと不気味さを併せ持つ極上のクリスマス・ストーリー」「語りたいなにかがあるという手応えは強固なもので、本当に新人らしい際立つような新しさを持つ作品」と評価している。小説家の荒俣宏は、「キツツキの子と称される人物が際立った個性を発揮し、世界の謎を解いていく部分は読ませる」と評価している。書評家の石井千湖は、「設定自体に新味はないはずなのに、今まで読んだことがない本を読んだという印象が残る。すごく不思議な小説だ」と評価している。